# LiveKid
LiveKid sp z o.o – polskie przedsiębiorstwo technologiczne, założone w 2017 roku, tworzące rozwiązania cyfrowe dla branży edukacyjnej. Głównym produktem firmy jest platforma do zarządzania żłobkami i przedszkolami, która cyfryzuje procesy w placówce edukacyjnej w zakresie komunikacji, rozliczeń, płatności, raportowania i prowadzenia dokumentacji nauczania wraz z aplikacją mobilną przeznaczoną dla rodziców, która centralizuje wszystkie istotne informacje dotyczące edukacji przedszkolnej oraz opieki nad dziećmi.
Główna siedziba firmy znajduje się w Krakowie, firma posiada również oddziały w Barcelonie i Meksyku.

## Historia
Firma została założona w 2017 roku w Krakowie przez Jakuba Pawelskiego i Mateusza Kuleszę. Aplikacja była wówczas pierwszym w Polsce rozwiązaniem w tej kategorii produktowej. 
Firma działa w modelu B2B, obsługując głównie żłobki i przedszkola w Polsce, Hiszpanii, Meksyku i Niemczech. 
W 2020 roku firma przejęła przedszkolowo.pl - największą bazę przedszkoli w Polsce.                 Do 2021 roku źródłem finansowania rozwoju spółki był kapitał własny założycieli, natomiast od 2021 roku spółka jest finansowana przez Fundusze Venture Capital. 
W 2022 roku spółka przejęła firmę Dinantia - największego konkurenta na rynku hiszpańskim. 
Według szacunków, przy ostatniej rundzie finansowania wartość spółki była wyceniana na ponad 100 MLN PLN. 

## Produkty
W ofercie firmy znajdują się trzy główne produkty:
- LiveKid - kompleksowa platforma do zarządzania przedszkolami i żłobkami, oferująca narzędzia potrzebne do sprawnego funkcjonowania placówki oraz komunikacji z rodzicami (m.in. obsługa rozliczeń i mobilnych płatności, zarządzanie personelem, zamawianie posiłków, karta dziecka, wirtualna tablica korkowa, galeria zdjęć i raporty) oraz aplikacja mobilna dla rodziców będąca narzędziem komunikacji z placówką oraz dająca wgląd w codzienną aktywność dziecka w placówce[14][15].
- Dinantia - internetowa i mobilna platforma komunikacyjna dla szkół, nauczycieli, rodziców i uczniów oferująca narzędzia do efektywnej komunikacji oraz sprawnego funkcjonowania placówki (m.in. tworzenie menu, zwoływanie zebrań, przesyłanie plików, przeprowadzanie ankiet, tworzenie kalendarzy)[16].
- Przedszkolowo - wyszukiwarka żłobków i przedszkoli, umożliwiająca zapoznanie się z informacjami i opiniami na temat placówki[13].

## Finansowanie
Spółka łącznie pozyskała 26 MLN PLN kapitału, w trzech rundach finansowania:
- W 2021 roku miała miejsce runda Seed - spółka pozyskała od funduszy JR Holding oraz Nunatak Capital dofinansowanie w łącznej wysokości 9 MLN PLN[17][18].
- W 2022 roku spółka pozyskała finansowanie dłużne, konwertowalne przy współudziale funduszu DFRI (Dolnośląski Fundusz Rozwoju) w łącznej wysokości 3 MLN PLN[19].
- W 2023 roku miała miejsce runda finansowania z Inovo Venture Partners - spółka pozyskała dofinansowanie w wysokości 14 MLN PLN[20][15][14].

## Nagrody i wyróżnienia
- 2019 rok: nagroda Mobile Trend Awards. Mobile Trends Awards to wyróżnienia przyznawane firmom z branży mobilnej. Nagrody przyznawane są firmom, które z sukcesem wykorzystały mobilne technologie w swoich projektach[21].
- 2022 rok: nagroda Orzeł Innowacji - wyróżnienie przyznawane przez Dziennik Rzeczpospolita dla start-upów oraz naukowców za szczególny wkład w polską transformację cyfrową i wdrażanie nowych technologii[22].
- 2022 rok: obecność na liście 50 najszybciej rozwijających się technologicznych firm w Europie Środkowej według Deloitte'a, osiągając wskaźnik wzrostu na poziomie 1314% w ciągu ostatnich 4 lat (2018-2021)[23].
- 2023 rok: obecność na liście 50 najszybciej rozwijających się technologicznych firm w Europie Środkowej według Deloitte'a, osiągając wskaźnik wzrostu na poziomie 690% w ciągu ostatnich 4 lat (2019-2022)[24].
- 2023 rok: obecność na liście 500 najszybciej rozwijających się technologicznych firm w regionach Europy, Bliskiego Wschodu oraz Afryki według Deloitte'a, osiągając wskaźnik wzrostu na poziomie 690% w ciągu ostatnich 3 lat (2020 - 2022)[25].
- 2023 rok: obecność w rankingu FT1000 - rankingu najszybciej rozwijających się firm w Europie corocznie publikowanym przez Financial Times, osiągając wskaźnik wzrostu na poziomie 1066% w ciągu ostatnich 4 lat (2019-2022)[26].